# OBEY

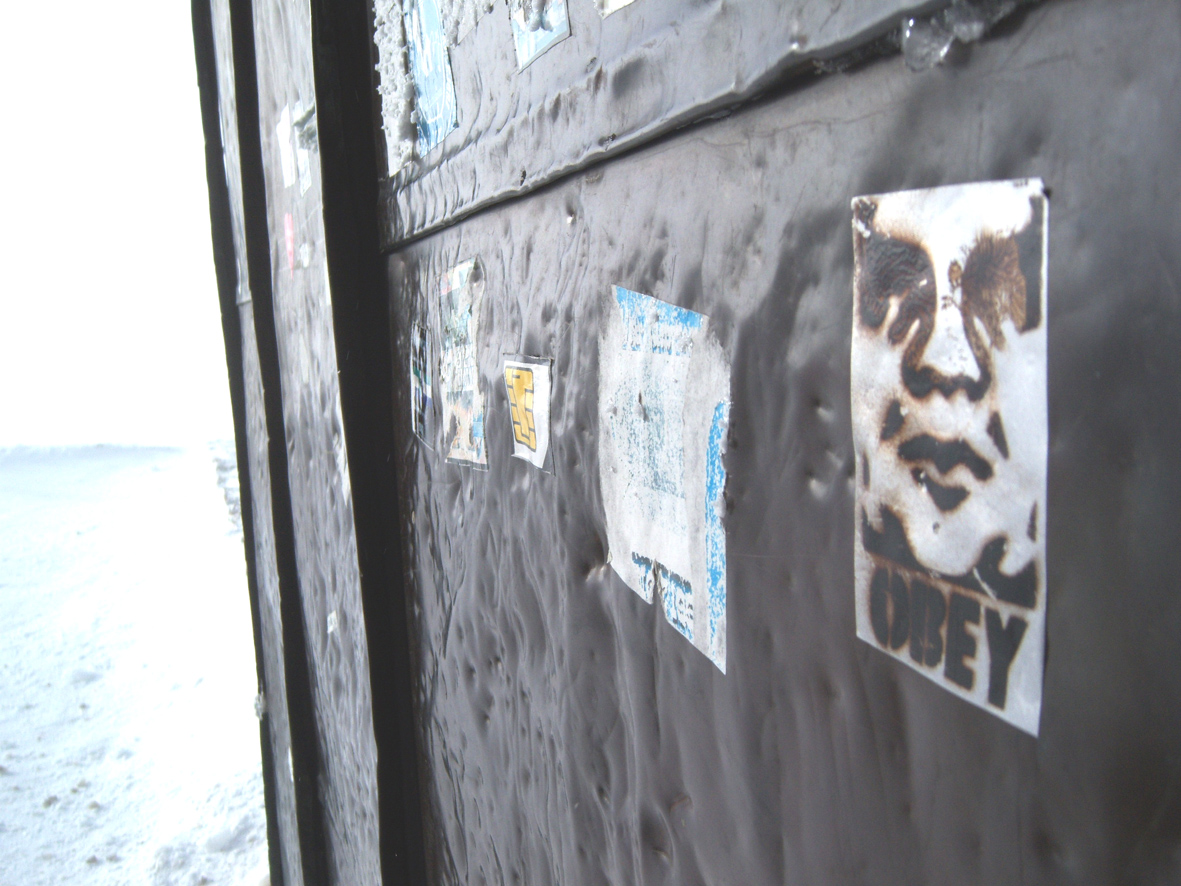
Naklejka OBEY

OBEY – akcja zapoczątkowana przez amerykańskiego artystę street art, Sheparda Faireya, który w 1989 roku zaczął rozpowszechniać w USA stworzone przez siebie naklejki z wizerunkiem słynnego wrestlera o pseudonimie André the Giant. Od 2001 roku OBEY jest również marką odzieżową.

## Historia
W 1989 Shepard Fairey wraz z kilkoma znajomymi z Rhode Island School of Design stworzył serię naklejek i plakatów, które początkowo nazwał Andre the Giant Has a Posse. Wkrótce zaczął je hurtowo drukować, naklejać i sprzedawać. Sam Fairey określał to, co robi jako rodzaj eksperymentu z zakresu fenomenologii, który ma na celu sprawdzenie jak ludzie zareagują na wszechobecną, lecz nic nie znaczącą naklejkę.
Z powodu groźby pozwu ze strony World Wrestling Entertainment w 1994 roku Fairey był zmuszony przestać używać nazwiska André the Giant w swoich dziełach. Zmienił wówczas ich design, a stary napis zamienił na hasło OBEY, które miało nawiązywać do kultowego filmu Oni żyją z 1988 roku.

## Popularność

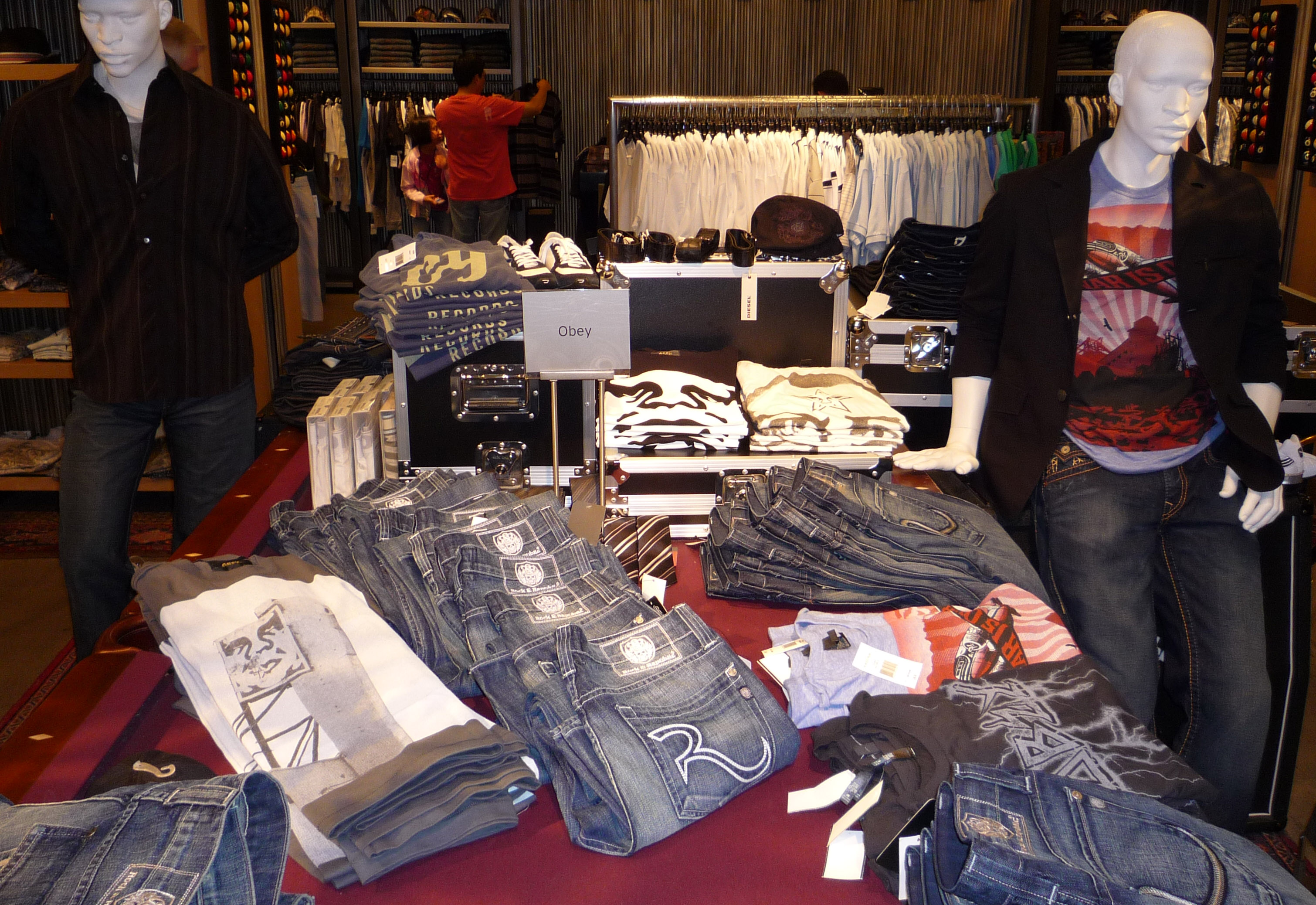
Sklep z ubraniami OBEY

Slogan OBEY wraz z charakterystyczną twarzą zdobył dużą popularność na całym świecie za sprawą licznych graffiti, wlepek i plakatów tworzonych przez Faireya i jego naśladowców. Grafika pojawiła się na T-shirtach, bejsbolówkach i wszelkiego rodzaju gadżetach. Doczekała się również wielu parodii, na przykład z Myszką Miki, Guyem Fawkesem, czy Latającym Potworem Spaghetti.